# Ивковцы (Черниговская область)
И́вковцы (укр. Івківці) — село в Прилукском районе Черниговской области Украины. Население — 1244 человека. Занимает площадь 1,872 км².
Код КОАТУУ: 7424183701. Почтовый индекс: 17580. Телефонный код: +380 4637.

## География
Расстояние до районного центра:Прилуки : (9 км.), до областного центра:Чернигов (135 км.), до столицы:Киев (141 км.). Ближайшие населенные пункты: Голубовка 3 км, Турковка 4 км, Полонки и Дедовцы 5 км.

## Власть
Орган местного самоуправления — Ивковецкий сельский совет. Почтовый адрес: 17580, Черниговская обл., Прилукский р-н, с. Ивковцы, ул. Независимости, 3а.